# Berthold Viertel
Berthold Viertel (* 28. Juni 1885 in Wien; † 24. September 1953 ebenda) war ein österreichischer Schriftsteller, Dramaturg, Essayist, Übersetzer und Film- und Theaterregisseur, der in Deutschland, den USA und Großbritannien wirkte. Sein Sohn war der Drehbuchautor Peter Viertel.

## Leben und Werk

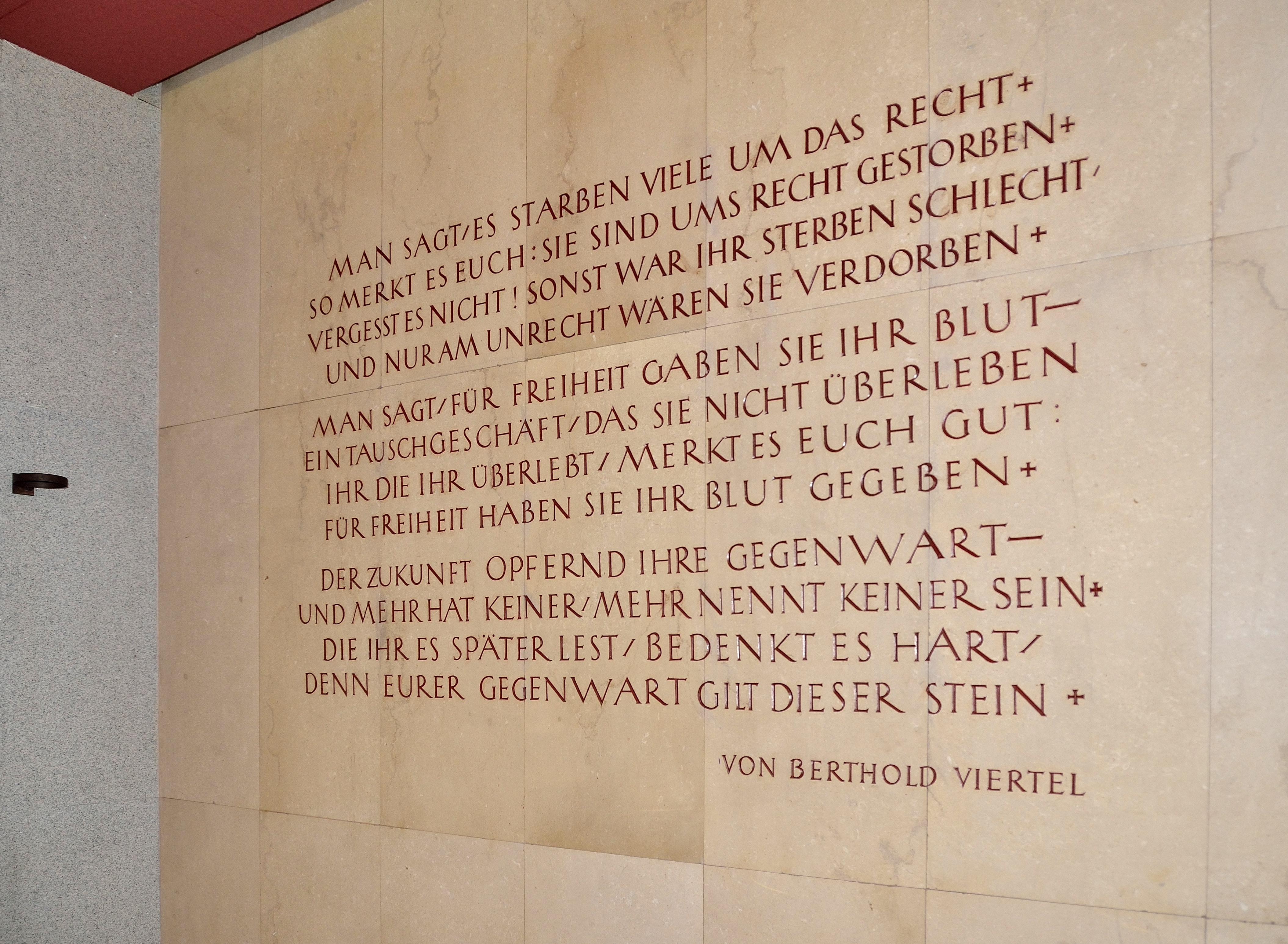
Text von Viertel in der Gedenkstätte für die Opfer des österreichischen Freiheitskampfes 1938–1945 in Wien

Durch seine Bekanntschaft mit Karl Kraus und Peter Altenberg arbeitete Viertel 1910 bis 1911 an Kraus’ Die Fackel mit.

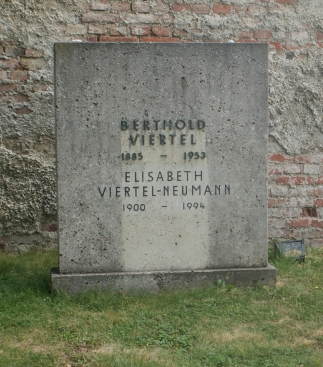
Grabstätte von Berthold Viertel

Nach dem Ersten Weltkrieg wurde Berthold Viertel von Graf von Seebach eingeladen, als Regisseur am Königlichen Theater in Dresden zu wirken. Von 1918 bis 1921 war Viertel als Regisseur in Dresden tätig und inszenierte am Schauspielhaus die Uraufführung von Walter Hasenclevers Jenseits (mit Walter Bruno Iltz) und Shakespeares Sommernachtstraum. Sein Gedichtband Die Bahn entstand auch in Dresden und wurde 1921 veröffentlicht. Ebenso die Bachantinnen des Euripides, die Komödie Die schöne Seele und Das Gnadenbrot.
Berufungen als Regisseur und Dramaturg führten ihn u. a. nach Dresden, Berlin (1924 Hans Kaltnekers Die Schwester an der Goethe-Bühne) und Zürich. Berthold Viertel, Regiekollege Reinhard Bruck und der Schauspieler Ernst Josef Aufricht gründeten im Februar 1923 gemeinschaftlich eine Firma. Betätigungsfeld der "Die Truppe" Theater- und Filmgesellschaft m.b.H. war laut Handelsregistereintrag die Veranstaltung von Schauspielvorstellungen sowie die Herstellung und der Vertrieb von Filmen.
Im Juli 1927 bekam er von der Twentieth (20th) Century Fox Film Corporation das Angebot, für drei Jahre als Drehbuchautor und Regisseur nach Hollywood zu gehen. Dort schrieb er u. a. die Skripte für Friedrich Wilhelm Murnaus Zirkusfilm Vier Teufel (1928) und dessen Sozialstudie Unser täglich Brot (1930). Beim letzten Stummfilm, den die Fox produzierte, The One Woman Idea (1929) führte er Regie und wechselte kurz darauf zum Warner-Brothers-Studio, wo er 1931 zusammen mit William Dieterle die deutsche Fassung des Films The Sacred Flame (Die Heilige Flamme) nach einer Vorlage von William Somerset Maugham in Szene setzte. Es folgten weitere Regie-Arbeiten wie The Magnificent Lie (1931), The Wiser Sex (1932) und The Man from Yesterday (1932), allesamt für die Paramount. Fortan war Viertel viel unterwegs zwischen der amerikanischen West- und Ostküste, trat als Lyriker auf, drehte in Großbritannien (Rhodes of Africa, 1935) und inszenierte europaweit Theaterstücke. Bei der Machtübernahme der Nationalsozialisten 1933 war er als Schauspieler und Regisseur in Berlin tätig, musste wegen seiner jüdischen Herkunft nach Frankreich emigrieren und arbeitete abermals in England und den USA. In New York war er 1944 Mitbegründer von Wieland Herzfeldes Aurora-Verlag.
Im Jahr 1947 kehrte er nach Europa zurück, arbeitete zunächst in London bei der BBC, dann ab 1948 als Regisseur in Zürich und ab 1949 schließlich wieder in Wien.
Viertel war Übersetzer wichtiger Dramen von Tennessee Williams, die er auch am Wiener Akademietheater – u. a. Endstation Sehnsucht mit Curd Jürgens als Stanley Kowalski – inszenierte. Er wurde auch als Lyriker und Autor bekannt. Einige seiner Gedichte wurden von Hanns Eisler vertont. 
Berthold Viertel war von 1918 bis 1947 mit Salka Viertel, geb. Steuermann, verheiratet und hatte mit ihr drei Söhne, Hans, Peter (1920–2007) und Thomas (* 1925). Seit dem Sommer 1940 lebte er mit der Schauspielerin Elisabeth Neumann zusammen, die er 1949 heiratete. Weitere wichtige Bezugspersonen Viertels bis zu seinem Tod waren Maria Kramer, Erika Danneberg und Hilde Glück.
Viertel ist in einem Ehrengrab auf dem Wiener Zentralfriedhof (Gruppe 0, Reihe 1, Nummer 104) beerdigt. Im 10. Wiener Gemeindebezirk Favoriten wurde 1959 die Berthold-Viertel-Gasse nach ihm benannt.

## Filmografie
- 1923: Nora
- 1924: Die Perücke
- 1926: K 13 513. Die Abenteuer eines Zehnmarkscheines
- 1929: Vier Teufel (4 Devils)
- 1929: The One Woman Idea
- 1929: Seven Faces
- 1930: Unser täglich Brot (City Girl)
- 1930/31: Die heilige Flamme
- 1930/31: The Spy
- 1931: The Magnificent Lie
- 1931/32: The Wiser Sex
- 1932: The Man from Yesterday
- 1934: Little Friend
- 1935: The Passing of the Third Floor Back
- 1935/36: Rhodes of Africa

## Werke
- Die Spur. Gedichte. Kurt Wolff, Leipzig 1913.
- Karl Kraus: Ein Charakter und die Zeit. Rudolf Kaemmerer, Dresden 1921.
- Die Bahn. Gedichte. Jakob Hegner, Hellerau 1921.
- Das Gnadenbrot. Erzählungen. Jakob Hegner, Hellerau 1927.
- Fürchte dich nicht! Neue Gedichte. Barthold Fles, New York 1941.
- Der Lebenslauf. Aurora-Verlag, New York 1946.
- Dichtungen und Dokumente. Gedichte, Prosa, Autobiographische Fragmente. Kösel, München 1956.
- Schriften zum Theater. Kösel, München 1970.
- Die Überwindung des Übermenschen. Exilschriften. Verlag für Gesellschaftskritik, Wien 1989, ISBN 3-85115-104-6.
- Kindheit eines Cherub. Autobiographische Fragmente. Verlag für Gesellschaftskritik, Wien 1991, ISBN 3-85115-125-9.
- Das graue Tuch. Gedichte. Verlag für Gesellschaftskritik, Wien 1994, ISBN 3-85115-174-7.